# Liste der Außenminister San Marinos
Diese Liste gibt einen Überblick über die Außenminister San Marinos.
Das Außenministerium ist einer der zehn 2005 gesetzlich festgelegten Ressorts (Dicasteri). Der Amtsinhaber führt die Bezeichnung Segretario di Stato per gli Affari Esteri e Politici. Im Gegensatz zu den meisten Ressorts, die sich erst nach dem Zweiten Weltkrieg ausbildeten, existiert das Amt des Außenministers seit 1830.

## Liste der Minister seit 1830
| Name                  | Partei          | Amtszeit          | Amtszeit          | Kommentar                                                                            |
| Name                  | Partei          | von               | bis               | Kommentar                                                                            |
| --------------------- | --------------- | ----------------- | ----------------- | ------------------------------------------------------------------------------------ |
| Bartolomeo Borghesi   |                 | 18. Juli 1830     | 29. Mai 1849      |                                                                                      |
| Domenico M. Belzoppi  |                 | 1849              | 1855              | kommissarisch                                                                        |
| Domenico Fattori      |                 | 18. April 1855    | 1910              |                                                                                      |
| Menetto Bonelli       |                 | 13. März 1910     | 21. Januar 1918   |                                                                                      |
| Giuliano Gozi         | UDS ab 1922 PFS | 30. April 1918    | 28. Juli 1943     | ab 1922 kommissarisch Segretario per gli Affari Interni                              |
| Gustavo Babboni       |                 | 31. Juli 1943     | 24. März 1945     | bis 31. Juli 1943 provisorisch                                                       |
| Gino Giacomini        | CdL ab 1951 PSS | 24. März 1945     | 14. Oktober 1957  |                                                                                      |
| Federico Bigi         | PDCS            | 23. Oktober 1957  | 17. Januar 1972   | ab 12. Dezember 1961 + Dicastero per l’Industria                                     |
| Giancarlo Ghironzi    | PDCS            | 17. Januar 1972   | 27. März 1973     | + Dicastero per l’Industria                                                          |
| Gian Luigi Berti      | PDCS            | 27. März 1973     | 11. März 1976     | ab 11. November 1974 + Dicastero per l’Informazione                                  |
| Giancarlo Ghironzi    | PDCS            | 11. März 1976     | 17. Juli 1978     | + Dicastero per l’Informazione                                                       |
| Giordano Bruno Reffi  | PSS             | 17. Juli 1978     | 26. Juli 1986     | + Dicastero per l’Informazione (bis 4. Juli 1983)                                    |
| Gabriele Gatti        | PDCS            | 26. Juli 1986     | 20. Mai 2002      |                                                                                      |
| Pier Marino Menicucci | PDCS            | 15. Mai 2002      | 20. Mai 2002      | kommissarisch                                                                        |
| Romeo Morri           | PDCS            | 20. Mai 2002      | 25. Juni 2002     | + Dicasteri per le Poste e le Telecommunicazioni                                     |
| Augusto Casali        | PSS             | 25. Juni 2002     | 16. Dezember 2002 |                                                                                      |
| Fiorenzo Stolfi       | PSS             | 16. Dezember 2002 | 12. Dezember 2003 | + Dicastero per la Programmazione e la Cooperazione Economica                        |
| Fabio Berardi         | PSS ab 2005 PSD | 12. Dezember 2003 | 27. Juli 2006     | + Dicasteri per la Programmazione Economica e la Giustizia                           |
| Fiorenzo Stolfi       | PSD             | 27. Juli 2006     | 03. Dezember 2008 | + Dicastero per la Programmazione Economica                                          |
| Antonella Mularoni    | AP              | 03. Dezember 2008 | 05. Dezember 2012 | + Dicasteri per la Telecommunicazione e i Trasporti                                  |
| Pasquale Valentini    | PDCS            | 05. Dezember 2012 | 27. Dezember 2016 | bis 9. April 2013 kommissarisch Dicasteri per il Turismo e i Rapporti con l’A.A.S.S. |
| Nicola Renzi          | RF              | 27. Dezember 2016 | 07. Januar 2020   | + Dicastero per la Giustizia                                                         |
| Luca Beccari          | PDCS            | 07. Januar 2020   | amtierend         |                                                                                      |

Mitunter übernimmt der Außenminister auch weitere Ressorts (Dicasteri) diese werden in der Kommentarspalte angegeben.

## Parteien
| AP   | Alleanza Popolare                         |
| CdL  | Comitato della Libertà                    |
| PDCS | Partito Democratico Cristiano Sammarinese |
| PSD  | Partito dei Socialisti e dei Democratici  |
| PFS  | Partito Fascista Sammarinese              |
| PSS  | Partito Socialista Sammarinese            |
| RF   | Repubblica Futura                         |
| UDS  | Unione Sammarinese Democratica            |